# 伊東愛子
伊東 愛子（いとう あいこ、1952年〈昭和27年〉4月27日 - ）は、日本の漫画家。出生地：東京都新宿区四谷。明正高（現・東京都立芦花高等学校）卒業。1991年頃より『いとうあいこ』名義でも作品発表している。

## 来歴
1972年に週刊セブンティーン漫画賞（第2席）を受賞。
デビュー作は『風にのったミオ』（『週刊セブンティーン』1973年3月27日号・第11号 / 集英社掲載）で「ポスト24年組」の一人。デビューまで1年半ほど竹宮惠子のアシスタントをしていた。主として、生活に密着した日常的な作品を描く。しばらくセブンティーン誌で活動するが、出版界の紙不足によりしばらく仕事のない状態が続いたという。
代表作に『良くんの春』に始まる「良くんシリーズ」、学園漫画『先生に異議あり！』、『タッチマイ♥ハート』、『ザ・ウームズ・アイズ（子宮の目）』、『ナーヴァスなあの娘（ベイビー）』など。

## 主な単行本
- ハピィ・トォク（朝日ソノラマ、サンコミックス、1977年）
- 良くんシリーズ　※「先生に異議あり!」とともに、過去に小学館から単行本になったが、完全本は朝日ソノラマから刊行[6] 。
  - 良くんの四季（小学館、フラワーコミックス、1977年）
  - 良くんの春（朝日ソノラマ、サンコミックス、1979年）
  - 茉莉彦くんのお見合い（朝日ソノラマ、、サンコミックス、1979年）
- たんたんたかゆき（朝日ソノラマ、サンコミック、1979年）
- 母の神話 －マザーズ ミューズ－（白泉社、花とゆめコミックス、1979年）
- 先生に異議あり!　全3巻（朝日ソノラマ、サンコミックス、1980年）
- こねこのなる樹[7]（朝日ソノラマ、サンコミックス、1981年）
- Tabie!（タビー）（朝日ソノラマ、サンコミックス、1981年）
- タッチマイ♥ハート（朝日ソノラマ、サンコミックス、1982年）
- Bye Bye Vanity（バイバイヴァニティ）（主婦の友社、1982年）
- Hurt－ハート－（秋田書店、1984年）
- セビリャの午後（新書館、1985年）
- The Womb's Eyes（ザ・ウームズ・アイズ）子宮の目　全2巻（新書館、1985年）
  - 同時収録　一人でなんかくらせない
- 夢幻山むかし（白泉社、ジェッツコミックス、1987年）

### いとうあいこ名義
- アリス・ブック I・II（共著：アンソロジー集、新潮社、1991年）
- たまこちゃん家の猫ものがたり（光風社出版、1993年）
- ホーム・スイート・ホームズ　全2巻（光風社出版、1994年）
- ねこぶくろ（共著：アンソロジー集、イースト・プレス、2007年）

## 単行未収録
- 嵐が丘（原作：エミリー・ブロンテ）（白泉社、『LaLa』1980年5月号 – 1980年10月号、第一部完）
- ナーヴァスなあの娘（ベイビー）（小学館、『プチフラワー』1985年5月号 – 1986年4月号）
- ナーヴァスなあの娘（ベイビー）PartⅡ
  - ガラスの庭（小学館、『プチフラワー』1985年11月号）
  - B.C.恋（LOVE）（こいいぜん）（小学館、『プチフラワー』1985年12月号）
  - THE　SECOND　BOY'S.　SUMMER　少年の夏（小学館、『プチフラワー』1986年1月号）
  - N氏の不調（Slump）（小学館、『プチフラワー』1986年2月号）
  - 彼氏のいる家　彼女のたつ庭（小学館、『プチフラワー』1986年3月号、4月号）